# Yu-Gi-Oh! GX Spirit Caller
Yu-Gi-Oh! GX Spirit Caller (Spirit Summoner in de originele Japanse versie) is een computerspel voor de Nintendo DS, gebaseerd op de animeserie Yu-Gi-Oh! GX. Het spel is ontwikkeld en uitgebracht door Konami.

## Verhaal
Het spel begint wanneer de speler per schip naar de Duel Academie vertrekt met zijn vier vrienden, Jaden Yuki en Syrus Truesdale. In de loop van het spel gaat de speler verschillende uitdagingen aan op de academie, en ontwikkelt een rivaliteit met Chazz Princeton.
Het verhaal volgt losjes de gebeurtenissen die Jaden meemaakt in de serie, behalve dat in het spel de speler al deze dingen doet. Het spel beslaat de verhaallijnen van het begin van de serie tot aan de Dark Zane-saga.

## Gameplay
Yu-Gi-Oh! GX Spirit Caller wordt op dezelfde manier gespeeld als alle andere Yu-Gi-Oh!-spellen. De speler stelt een deck samen en duelleert tegen andere spelers. Naarmate het spel vordert worden nieuwe kaarten beschikbaar.
Aan het begin van het spel kan de speler een eigen personage samenstellen uit een aantal standaard onderdelen.
Een nieuw aspect aan het spel zijn de in-game spirits. Elk van deze spirits is gebaseerd op een kaart, zoals Starboy, Soitsu, Hane-Hane, en Adhesive Explosive. Er zijn in totaal 16 van deze spirits. Elke spirit kan de speler een speciale gave geven. Tegenstanders gebruiken deze spirits echter ook.